# Kleingebiet Várpalota
Das Kleingebiet Várpalota (ungarisch Várpalotai kistérség) war bis Ende 2012 eine ungarische Verwaltungseinheit (LAU 1) innerhalb des Komitat Veszprém in Mitteltransdanubien. Im Zuge der Verwaltungsreform Anfang 2013 ging das Kleingebiet in den nachfolgenden Kreis Várpalota (ungarisch Várpalotai járás) über, dem noch die Gemeinde Vilonya aus dem Kleingebiet Veszprém zugeordnet wurde.
Im Kleingebiet Várpalota lebten Ende 2012 auf einer Fläche von 280,78 km² 36.814 Einwohner. Das Kleingebiet hatte mit 131 Einwohnern/km² die höchste Bevölkerungsdichte im Komitat.
Der Verwaltungssitz befand sich in Várpalota.

## Ortschaften
Das Kleingebiet gliederte sich in zwei Städte, eine Großgemeinde und vier Gemeinden:
- Städte: Berhida (5.917 Ew.) und Várpalota (20.307 Ew.)
- Großgemeinde: Pétfürdő (4.775 Ew.)
- Gemeinden: Jásd, Ősi, Öskü und Tés